# Seingbouse
Seingbouse (Duits: Sengbusch) is een gemeente in het Franse departement Moselle (regio Grand Est). De gemeente maakt deel uit van het arrondissement Forbach-Boulay-Moselle. Seingbouse telde op 1 januari 2022 1.695 inwoners.

## Geografie
De oppervlakte van Seingbouse bedroeg op 1 januari 2022 8,05 vierkante kilometer; de bevolkingsdichtheid was toen 210,6 inwoners per km².

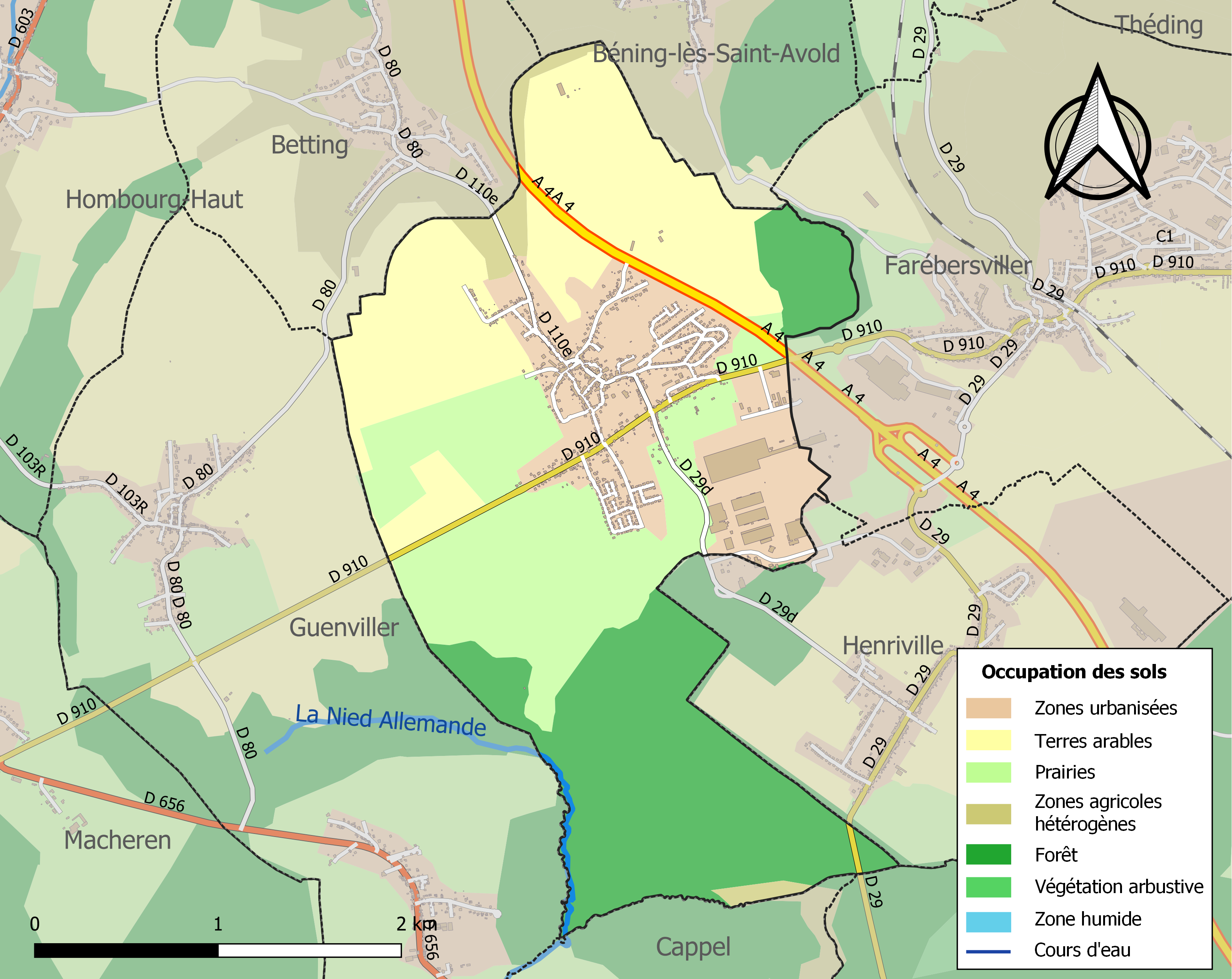
Kaart van de gemeente met de belangrijkste infrastructuur, bodemgebruik en omliggende gemeenten

## Demografie
Onderstaande figuur toont het verloop van het inwonertal (bron: INSEE-tellingen).